# Molgula setigera
Molgula setigera är en sjöpungsart som beskrevs av Ärnbäck 1938. Molgula setigera ingår i släktet Molgula och familjen kulsjöpungar.
Artens utbredningsområde är Södra Ishavet. Inga underarter finns listade i Catalogue of Life.